# Геоморфология
Геоморфологията на старогръцки: γῆ-μορφή-λόγος земя, форма, наука) е наука за релефа на земната повърхност.

## Предмет и методи в геоморфолоията
Геоморфологията изучава възникването и развитието на релефа на сушата, на океанското и морското дъно, за законите на развитието им, взаимната зависимост между строежа на релефа и строежа на земната кора, между външните и вътрешните земни сили. Земната повърхност представлява границата между земната кора от една страна и хидросферата и атмосферата от друга. На земната повърхност едновременно въздействат вътрешните и външните земни сили и техните агенти, обуславящи ендогенните и екзогенните релефообразуващи процеси. Към ендогенните процеси, предизвиквани от вътрешните земни сили, се отнасят тектонските движения и магматизма, а към екзогенните процеси, подхранвани от слънчевото греене – изветрянето, движението на повърхностните води и ледниците, вятъра, дейността на животните и растителните организми. Под непосредственото въздействие на силата на тежестта на повърхността на Земята се извършват гравитационни процеси, имащи важно релефообразуващо значение. Върху релефа на Земята голямо въздействие оказва и взаимното привличане на системата Земя – Слънце – Луна, предизвикващо приливите в моретата и океаните и в твърдата обвивка на Земята и изменението на ъгловата скорост на въртенето на Земята около своята ос. Важен фактор за изменението на релефа се явява и човешката дейност. В различни места и в различно време структурата на вътрешните и външните земни сили, тяхната интензивност и направление изменят в широки предели развитието на релефа и специфичните особености на неговото формиране.
Един от основните принципи в геоморфологията се заключава в това, че релефът се изучава като един от географските компоненти в тясна взаимовръзка и взаимообусловеност с други компоненти и с цялостната географската обстановка. Релефът не само изпитва въздействие от страна на други фактори, но и сам въздейства върху тях, а чрез тях и на себе си. Сложните взаимоотношения между литосферата, атмосферата, хидросферата и биосферата определят положението на геоморфологията в науките за Земята. Данните и методите на геологията се използват за изясняване на зависимостта на релефа от геоложкия строеж и развитието на изследвания участък от земната кора. Данните и методите на физическата география, климатологията, хидрологията, океанологията, почвознанието и геоботаниката се използват за изясняване зависимостта на релефа от физикогеографските условия в цялост и от отделните природни компоненти, а данните и методите на геофизиката се използват за изучаване на физическата същност на процесите на развитието на релефа и взаимодействието му с твърдата, течната и газообразната обвивка на Земята.

## Видове дисциплини в геоморфологията
- Обща геоморфология – изучава общите закономерности и взаимните зависимости на целия морфогенетичен процес (приложна геоморфология, методи на геоморфоложки изследвания и картиране). Тя включва редица раздели, като най-важните са: геоморфология на сушата, която изучава релефа и повърхността на континетите и морска геоморфология, изучаваща релефа на дъната на океаните и моретата.
- Специална (частна) геоморфология – изучава релефа по един или по няколко частни геоморфоложки показатели (глациална, карстова, пустинна, брегова, кватернерна, климатична, структурна).
- Регионална геоморфология – занимава се с изучаването на конкретния релеф в отделни участъци от земната повърхност – континенти, океани, морета, страни и др.
- Планетарна геоморфология – изучава най-големите релефни форми в планетарен план.
- Приложна геоморфология – занимава се с приложението на геоморфоложките процеси за решаването на стопански и икономически задаччи.
- Палеогеоморфология – особена дисциплина на геоморфологията изучаващ релефа в миналите геоложки епохи и изясняването на историята на формирането на земната повърхност в миналите геоложки епохи.

Към частните геоморфоложки дисциплини се отнасят структурната и климатичната геоморфология:
- Структурната геоморфолоия изучава формите на релефа възникнали в резултат от исторически развиващите се противоречия при взаимодействието на ендогенните и екзогенните фактори при водещата роля на първите. Структурната геодезия включва разделите, посветени на изследването на ролята на активната тектоника във формирането на релефа и ролята на вече създадените пасивни геоложки структури, които се появяват в земните пластове благодарение на неравномерната денудация на различните по състав скални структури.
- Климатичната геоморфология, разглежда формите на релефа, в образуването на които главна роля играят екзогенните процеси, взаимодействащи си с всички други фактори в релефообразуването. Климатичната геоморфология се поделя на няколко раздела, в които се разглеждат комплексните форми на релефа, развиващи се в различни физикогеографски условия: в области с пустинен и полупустинен климат, съвременен и древен нивален климат, в полярните и субполярните, аридните, карстовите и други области.[1]

## Историческа справка
Терминът геоморфология е въведен през 1893 г. от американския геолог Уилям Джон Макгий. В края на 19 век и началото на 20 век се оформят две самостоятелни школи: американска (начело с Уилям Морис Дейвис) и европейска (главно германска с представители Фердинанд фон Рихтхофен, Албрехт Пенк и Валтер Пенк). Теоретическите концепции на американската школа най-пълно са изявени в учението на У. Дейвис за географските цикли, а в европейската школа – в учението на Валтер Пенк за възходящото и низходящо развитие на релефа (основано на морфологичния анализ на склоновете) и т.н. „предпланински стъпала“. Впоследствие се налага стремежа на учените да се преодолее абстрактността и догматизма на старите концепции и да се разработи теоретичната база на геоморфологията на основата на учението за структурната и климатичната геоморфология (френските учени Ж. Буркар, Ю. Бюдел, А. Дреш, А. Кайе, Ж. Трикар, А. Шоле).
В България първите системни геоморфоложки изследвания прави Жеко Радев. Автор на първата геоморфоложка карта на България е Живко Гълъбов.